# Praha-Bĕchovice
Praha-Bĕchovice – stacja kolejowa w Pradze, w Czechach przy ulicy Českobrodskiej 54. Znajdują się tu 2 perony.
| Praha-Bĕchovice                          |  |                                     |
| Linia 011 Praha - Kolín (13,000 km)      |  |                                     |
| Praha-Dolní Počerniceodległość: 2,000 km |  | Praha-Klánovice odległość: 5,000 km |